# Oświęcim
Oświęcim (nemško Auschwitz) je mesto na južnem Poljskem. Leži okoli 50 kilometrov zahodno od Krakova, blizu izliva reke Sołe v Vislo. Mesto je poznano predvsem po koncentracijskem taborišču Auschwitz iz druge svetovne vojne, ko je bila Poljska pod nemško okupacijo.